# Kenneth Carlsen
Kenneth Carlsen (Copenhague, 17 de abril de 1973) é um ex-tenista profissional dinamarquês.

## ATP Tour Finais (7)

### Simples
| Resultado | N. | Data              | Torneio                      | Piso    | Oponente        | Placar             |
| --------- | -- | ----------------- | ---------------------------- | ------- | --------------- | ------------------ |
| Vice      | 1. | 28 Setembro 1992  | Brisbane, Austrália          | Duro    | Guillaume Raoux | 4–6, 6–7(10–12)    |
| Vice      | 2. | 11 Março 1996     | ATP de Copenhaque, Dinamarca | Carpete | Cédric Pioline  | 2–6, 6–7(7–9)      |
| Vice      | 3. | 6 Janeiro 1997    | Auckland, Nova Zelândia      | Duro    | Jonas Björkman  | 6–7(7–9), 0–6      |
| Campeão   | 1. | 6 April 1998      | Hong Kong, Hong Kong         | Duro    | Byron Black     | 6-2, 6–0           |
| Vice      | 4. | 5 Julho 1999      | Newport, EUA                 | Grama   | Chris Woodruff  | 7–6(7–5), 4–6, 4–6 |
| Campeão   | 2. | 30 Setembro 2002  | Tokyo, Japão                 | Duro    | Magnus Norman   | 7–6(8–6), 6–3      |
| Campeão   | 3. | 14 Fevereiro 2005 | Memphis, EUA                 | Duro    | Max Mirnyi      | 7–5, 7–5           |

## Grand Slam performance em simples
| Torneio          | 1993 | 1994 | 1995 | 1996 | 1997 | 1998 | 1999 | 2000 | 2001 | 2002 | 2003 | 2004 | 2005 | 2006 | 2007 | Career |
| ---------------- | ---- | ---- | ---- | ---- | ---- | ---- | ---- | ---- | ---- | ---- | ---- | ---- | ---- | ---- | ---- | ------ |
| Australian Open  | 4R   | 2R   | 2R   | 1R   | 1R   | 1R   | 1R   | -    | -    | 1R   | 1R   | 1R   | 1R   | 1R   | -    | 5-12   |
| Aberto da França | 2R   | 1R   | 2R   | 1R   | 1R   | 1R   | 1R   | -    | -    | -    | 1R   | 1R   | 1R   | 1R   | -    | 2-11   |
| Wimbledon        | 3R   | 3R   | 2R   | 1R   | 1R   | 1R   | -    | -    | 2R   | 1R   | 1R   | 3R   | 1R   | -    | -    | 8-11   |
| US Open          | 1R   | 1R   | 3R   | 2R   | 2R   | 1R   | 2R   | -    | 1R   | 2R   | 2R   | 1R   | 1R   | -    |      | 7-12   |
| Grand Slam V-D   | 6–4  | 3–4  | 5–4  | 1–4  | 1–4  | 0–4  | 1–3  | 0–0  | 1–2  | 1–3  | 1–4  | 2–4  | 0–4  | 0–2  | 0–0  | 22-46  |